# Mercado Kurmi
El Mercado Kurmi (en inglés: Kurmi Market) es un gran mercado en la ciudad de Kano, en el estado de Kano, en el norte del país africano de Nigeria. Fue fundado por Muhammad Rumfa, un rey de Kano, en el siglo XV d. C., todavía está en uso en el siglo XXI d. C.. A partir de 2003, Sale Ayagi es el presidente de los sindicatos del mercado. El Mercado de Kurmi ha prestado su nombre a un equipo de fútbol.